# Йохан Рудолф Фугер фон Кирхберг-Вайсенхорн
Йохан Рудолф Фугер фон Кирхберг-Вайсенхорн (на немски: Johann Rudolph Fugger zu Kirchberg-Weissenhorn; * 22 май 1658 в Бабенхаузен, Швабия; † 14 февруари 1693 в Бос, Швабия) е граф на Фугер-Кирхберг-Вайсенхорн и господар в Бос, Хаймертинген, Плес и Ледер.
Той е малкият син на граф Йохан Франц Фугер фон Кирхберг-Вайсенхорн в Бабенхаузен (1613 – 1668) и съпругата му Мария Кордула Фьолин фон Фрикенхаузен, фрайин цу Илертисен и Нойбург (1614 – 1685), дъщеря на Ханс Кристоф III Фьолин фон Фрикенхаузен (1589 – 1641) и фрайин Мария Йохана фон Велден († 1629). Внук е на граф Йохан Фугер Стари фон Кирхберг-Вайсенхорн-Бабенхаузен-Бос (1583 – 1633) и графиня Мария Елеонора фон Хоенцолерн-Зигмаринген (1586 – 1668). Брат е на Фердинанд Доминикус (1652 – 1671) и Зигмунд Йозеф Фугер фон Кирхберг-Вайсенхорн (1654 – 1696).
По бащина линия той произлиза от Антон Фугер (1493 – 1560) и неговия син Якоб III Фугер (1542 – 1598) от Аугсбург.
През 1551 г. прадядо му Антон Фугер купува селото Бос. През 1777 г. линията Фугер-Бос измира. Бос след това принадлежи на линията Фугер-Бабенхаузен до 1806 г.
През 1668 г. на 10 години Йохан Рудолф Фугер става господар на Бос, Хаймертинген и Плес. През 1687 г. има голям пожар в Бос. Йохан Рудолф има нужда от финанси и взема на заем 2000 флоринти от общините Бабенхаузен, Кетерсхаузен и други.
Йохан Рудолф Фугер фон Кирхберг-Вайсенхорн умира на 34 години на 14 февруари 1693 г. в Бос и е погребан там.

## Фамилия
Йохан Рудолф Фугер фон Кирхберг-Вайсенхорн се жени на 12 януари 1679 г. в Цайл за фрайин Йохана Катарина фон Валдбург-Цайл (* 22 май 1658; † 10 февруари 1732), дъщеря на фрайхер Паул Якоб фон Валдбург-Цайл, граф цу Цайл, господар на Траухбург (1624 – 1684) и графиня Амалия Луция ван ден Бергх (1633 – 1711, Бос). Те имат осем деца:
- Йохан Якоб Фугер фон Кирхберг-Вайсенхорн (* 1679; † 1679)
- Мария Катарина Фугер фон Кирхберг-Вайсенхорн (* 30 септември 1680; † 30 март 1713), омъжена 1706 г. за фрайхер Йохан Якоб Кристоф Фьолин фон Фрикенхаузен († 1751)
- Руперт Йозеф Антон Фугер фон Кирхберг-Вайсенхорн-Бабенхаузен (* 17 юли 1683, Бос; † 19 януари 1724, погребан в Бабенхаузен), господар на Бабенхаузен и Нидералфинген, женен на 15 февруари 1708 г. в Инсбрук за графиня Мария Анна Франциска Терезия Фугер цу Гльот (* 16 януари 1690, Нойбург; † 19 юни 1771, Аугсбург), дъщеря на граф Франц Ернст Фугер фон Кирхберг-Вайсенхорн цу Гльот (1648 – 1711) и графиня Мария Терезия Анна фон Йотинген-Катценщайн-Балдерн (1651 – 1710)
- Мария Франциска Фугер фон Кирхберг-Вайсенхорн (* 5 март 1685; † 1686)
- Йохан Кристоф Рудолф Фугер фон Кирхберг-Вайсенхорн (* 1686; † 1688)
- Мария Терезия Фугер фон Кирхберг-Вайсенхорн (* 3 октомври 1687; † 29 септември 1739), монахиня в Ремиремонт
- Йохан Якоб Александер Сигизмунд Рудолф Фугер фон Кирхберг-Вайсенхорн-Бос (* 3 октомври 1691, Бос; † 23 април 1759, погребан в Бос), господар на Бабенхаузен, женен на 16 юни 1716 г. за графиня Мария Катарина Еуфемия фон Тьоринг-Щайн (* 17 април 1698; † 30 март 1771, погребана в Бос), родители на Анселм Викториан Фугер фон Кирхберг-Вайсенхорн (1729 – 1793).